# Klima Arena
Die Klima-Arena (eigene Schreibweise: KLIMA ARENA) ist ein Erlebniszentrum in Sinsheim. Sie behandelt das Thema Klimawandel, umfasst auf einer Fläche von 26.000 Quadratmetern ferner einen Themenpark im Freien von 14.000 Quadratmetern und richtet sich als außerschulischer Lernort an Familienpublikum und Schüler aller Altersklassen.

## Geschichte
SAP-Mitgründer Dietmar Hopp begann 2014 mit der Planung der Klima-Arena Sinsheim. In einem Interview mit der Heidelberger Rhein-Neckar-Zeitung sagte Hopp im Dezember 2019: „Wenn Menschen behaupten, es gibt keinen Klimawandel und man braucht keinen Klimaschutz, dann kann ich nur den Kopf schütteln. Solche Menschen haben einfach nicht verstanden, um was es geht. Es geht nicht um meine oder ihre Zukunft, sondern um die Zukunft unserer Jugend und Kinder. Die Jugend ist dafür auf die Straße gegangen. Diese Freitagsdemonstrationen waren gut und wichtig.“
Finanziert wird die Klima-Arena durch die Dietmar Hopp Stiftung. Im September 2014 wurde die gemeinnützige Klimastiftung für Bürger gegründet, die als Träger der Klima-Arena fungiert. Die Baukosten des Energieplushauses, das von der  Deutschen Gesellschaft für nachhaltiges Bauen (DGNB) den höchsten Zertifizierungsgrad „Platin“ erhielt, betrugen 40 Millionen Euro. Der Spatenstich erfolgte am 5. Oktober 2017, das Richtfest am 12. Juli 2018. Die offizielle Einweihungsfeier des wegen seiner runden Formgebung einmaligen Gebäudes fand am 7. Oktober 2019 unter Anwesenheit von Bundeskanzlerin Angela Merkel und dem baden-württembergischen Ministerpräsidenten Winfried Kretschmann statt.

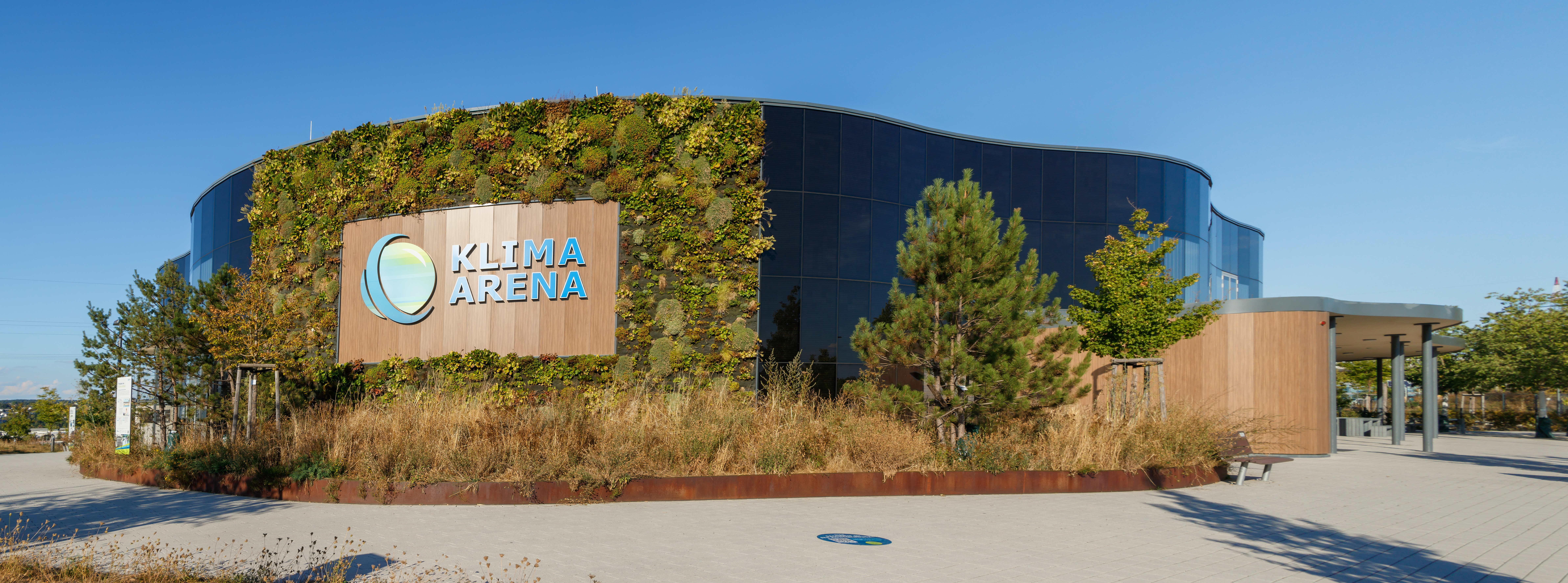
Blick von Westen
Blick von Süden
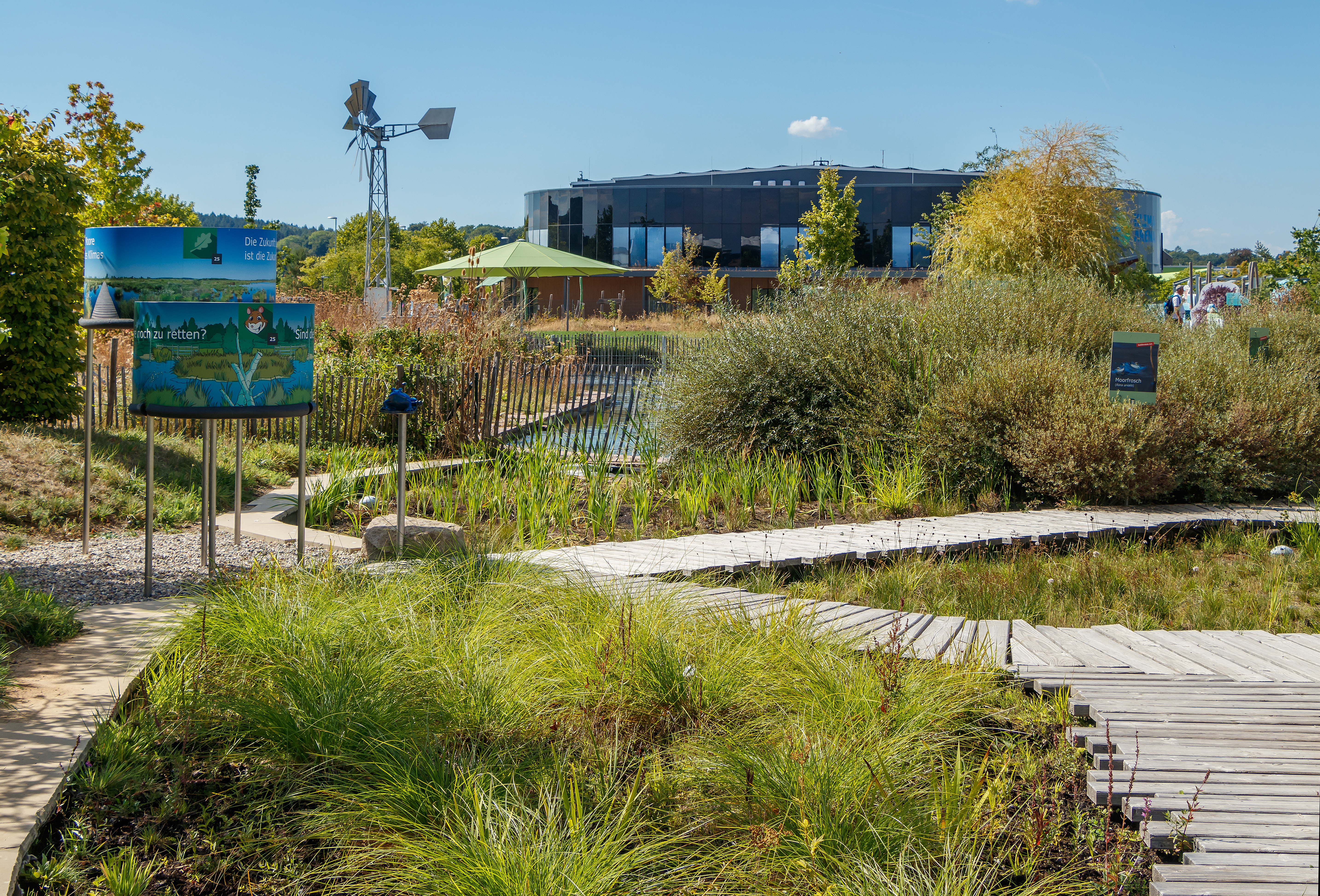
Außenbereich „Moor“
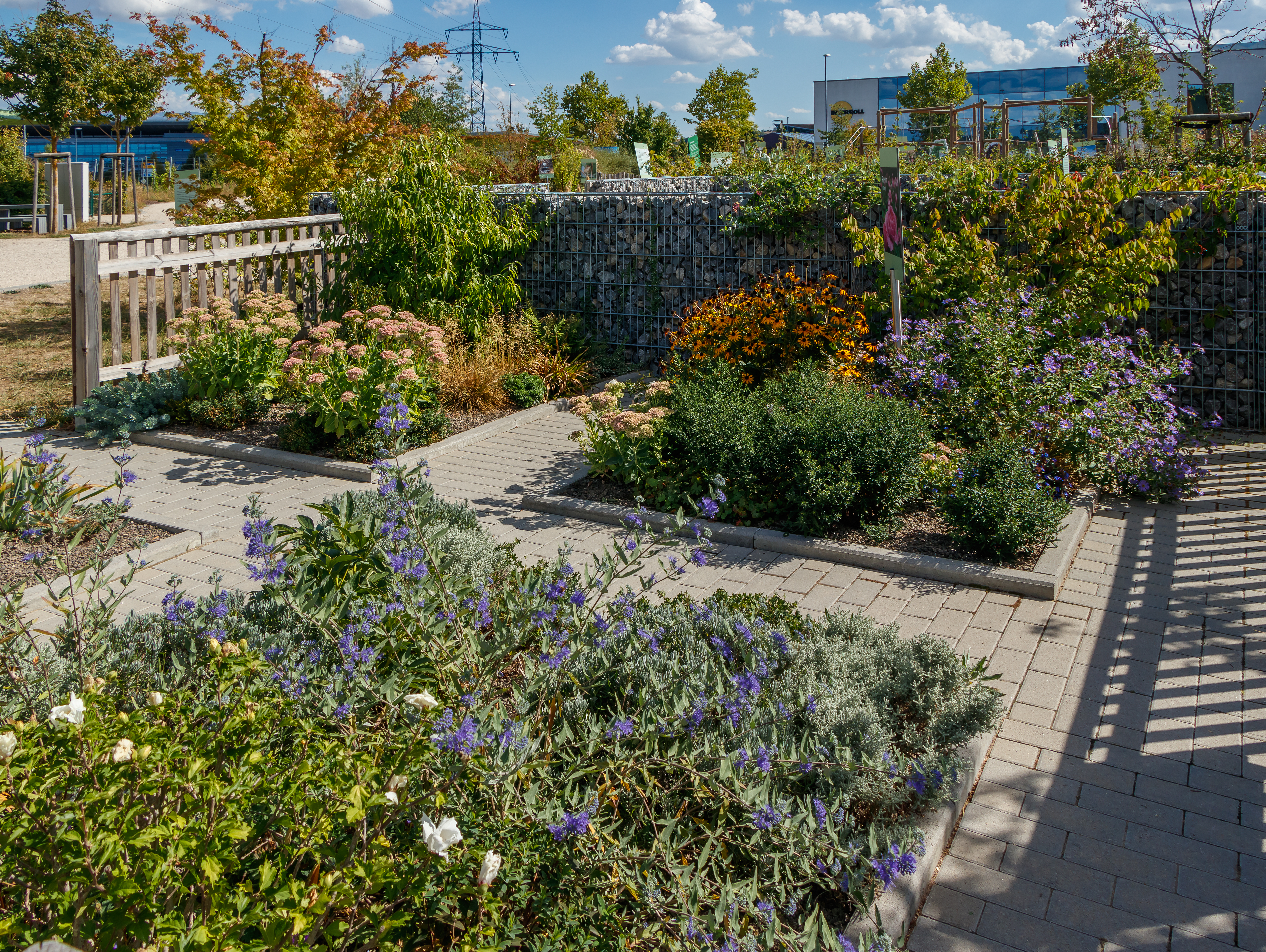
Außenbereich „Wirtschaftsraum Natur“

## Inhalte
Die Klima-Arena setzt sich mit den Ursachen und Folgen der Klimakrise auseinander. Sie ist für Jung und Alt ein Inspirationsort für Klimaschutz und den nachhaltigen Umgang mit unserer Umwelt. In einer Mitmach-Ausstellung mit einer Größe von 1.400 Quadratmetern werden die Bereiche Grundlagen des Klimawandels, Wohnen und Energie, Mobilität und Konsum behandelt, im 14.000 Quadratmeter großen Themenpark gilt die Aufmerksamkeit und Herausforderung dem Lebens- und Wirtschaftsraum Natur. Herzstück der Ausstellung ist das Gletscher-Kino. Diese Zeitreise in die virtuelle Welt des Jahres 2100 dauert 13 Minuten: Der Amazonas-Regenwald ist nur noch in Gewächshäusern vorhanden, die Meeresspiegel sind angestiegen, die Arktis ist quasi eisfrei, Atemschutzgeräte gehören zum menschlichen Alltag. Ein Höhepunkt unter den 27 Exponaten stellt die Simulation der „Blue Marble“ dar. Die „Blaue Murmel“ geht auf ein legendäres Foto unseres Planeten der Apollo-17-Besatzung vom 7. Dezember 1972 zurück. So ist auf dem digitalen Globus die Einzigartigkeit und Verletzlichkeit unserer Erde zu sehen, etwa wie die Erwärmung zu Veränderungen und somit zu Kipppunkten im Klimasystem und konkreten Bedrohungsszenarien führt.
Erreicht werden soll in der Klima-Arena eine „Grundalphabetisierung zu Klimaschutzthemen“. Die Besucher sollen einerseits fundiert informiert werden, andererseits Denkanstöße und Lösungsansätze für ein persönlich motiviertes Handeln im Lebensalltag erhalten. Alle Fakten, Aussagen und Botschaften sind in der Klima-Arena wissenschaftlich abgesichert.

## Mediale Rezeption
Das SWR Fernsehen berichtete in der Nachrichtensendung SWR Aktuell Baden-Württemberg über die Eröffnung der Klima-Arena am 7. Oktober 2019. Im Rahmen der Kindernachrichtensendung logo! vom 5. November 2019 gab es einen Beitrag der Kinderreporterin Antonia aus der Klima-Arena. Im November 2019 besuchten ZDF-Moderator Johannes B. Kerner und die Kindermoderatorin Jilly Stifter das Erlebniszentrum in Nachbarschaft des Bundesliga-Stadions der TSG Hoffenheim, um Stifter Dietmar Hopp für die ZDF-Spendengala „Ein Herz für Kinder“ zu interviewen. Mediale Strahlkraft erzielte Hopp im exklusiven RNZ-Interview vom 21. Dezember 2019. Darin äußerte er sich über die junge schwedische Klimaschutzaktivistin Greta Thunberg und die Fridays-for-Future-Bewegung.
Verschiedentlich wurde kritisiert, dass die Klima-Arena mit Fahrrad und öffentlichen Verkehrsmitteln nur schwer erreichbar ist, dafür aber über einen großen Parkplatz an der Autobahn verfügt.